# Ernesto Corti
Enrique Ernesto „Carucha” Corti (ur. 21 marca 1963 w Córdobie) – argentyński piłkarz występujący na pozycji środkowego obrońcy, reprezentant Argentyny, trener piłkarski, od 2025 roku prowadzi salwadorską Alianzę.